# 藤原北夫人
藤原 北夫人（ふじわら の きたのぶにん、生年不明 - 天平宝字4年1月29日（760年2月20日））は、奈良時代中期の聖武天皇の夫人。姓は朝臣。名は不明。贈太政大臣藤原房前の娘。母は牟漏女王。位階は従二位。

## 生涯
聖武天皇の夫人で、天平9年（737年）2月にもう一人の藤原夫人とともに无位から一躍正三位に昇叙している。恐らく藤原氏は光明皇后が基王の死後、天皇の跡継ぎである男子を生まなかったため、焦りを感じてこのような行動に出たものと思われる。しかし、彼女たちからも天皇の後継者たる皇子・皇女が生まれることはなかった。この2ヶ月後に、父親の房前と死別する。
夫人は天平12年（740年）3月15日奧付の『阿難四事経』を残しており、その中に、父親の考贈左大臣府君（房前）らのために、一切経律論を書写し、この日荘厳の終了した旨を述べている。この時も正三位。これは光明皇后の五月一日経に先立つ写経で、女性発願一切経の最初と言われている。『古写経綜鑒』には、光明皇后の願経とともに当時の上流婦人の信仰を語るものとして意義が深く、書風においても、線の堅い扁平の結体をとりながら闊達な筆致は隋唐合体の進展として、高く評価している。夫人家の写経はさらに十数年続いている。
天平17年（745年）正月、母親の牟漏女王の寝膳違和により、興福寺講堂の不空羂索観音像を造り、神哭経1千巻を写そうとし、藤原仲麻呂の協力でその願を果たしたと言われている。
天平勝宝6年（754年）、造東大寺司より、藤原夫人家務所への牒があり、天平宝字2年（758年）11月の伊賀国司解によると、伊賀国阿拝郡柘植郷の市原王の地の西南角界に家務所があったという。
夫人は皇后より半年早い天平宝字4年（760年）正月、従二位で薨去している。

## 官歴
注記のないものは『続日本紀』による
- 天平9年（737年）2月14日：聖武天皇夫人・正三位
- 天平12年3月15日：見正三位（『大日本古文書』などによる）
- 時期不詳：従二位
- 天平宝字4年（760年）正月29日：薨去

## 系譜
- 父：藤原房前
- 母：牟漏女王
- 夫：聖武天皇